# State-Preference-Theorie
Die State-Preference-Theorie bzw. Zustandspräferenztheorie bildet eine analytische Basis zum Verständnis der ökonomischen Struktur moderner Kapitalmarktmodelle. Sie geht auf Kenneth Arrow und Gérard Debreu zurück. 
Für die korrekte Bewertung zustandsabhängiger Preise lassen sich Zustandspreise (auch Arrow-Debreu-Preis) ableiten. In einem zukünftigen Zeitpunkt können unterschiedliche Umweltzustände (englisch states) eintreten. Die betrachteten Finanztitel können abhängig vom eingetretenen Zustand unterschiedliche Zahlungen bewirken.
Die State-Preference-Theorie untersucht die Frage, wie Güter und Geldeinheiten, welche in unterschiedlichen zukünftigen „Umweltzuständen“ (englisch states of nature) verfügbar werden, heute bewertet werden. Als Zustände gelten dabei die diskreten Ausprägungen der Zufallsvariablen, welche die Umweltzustände beschreibt; sie wird deshalb auch als Zustandsvariable bezeichnet. Mit „Zustandspräferenz“ soll zum Ausdruck gebracht werden, dass die Akteure Güter oder Zahlungen in den einzelnen Zuständen unterschiedlich bewerten: Es gibt also „gute“ und „schlechte“ Zustände. Man wird naheliegender Weise einen Zustand als „gut“ bezeichnen, wenn die Güterausstattung, das Vermögen oder der Konsum im betreffenden Zustand hoch ist und demzufolge der Grenznutzen einer zusätzlichen Güter- oder Geldeinheit – und damit die heutige Zahlungsbereitschaft dafür – gering ausfällt. Man erkennt daraus, dass zwischen Zustandspräferenz und den klassischen Annahmen bezüglich Risikoaversion ein enger Zusammenhang besteht.